# Fosforylace proteinů

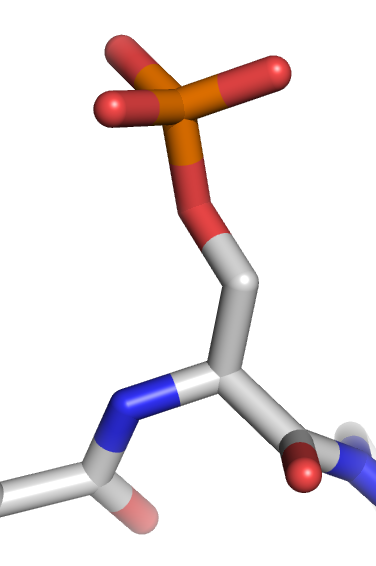
Model fosforylovaného zbytku serinu

Fosforylace proteinů je posttranslační modifikace proteinů, ve kterých je aminokyselinový zbytek fosforylován pomocí protein kinázy přidáním kovalentně navázané fosfátové skupiny. Fosforylace mění strukturní konformaci proteinu, což způsobuje jeho aktivaci, deaktivaci nebo změnu jeho funkce. Reverzní reakce fosforylace se nazývá defosforylace a je katalyzována proteinem fosfatázou. Protein kinázy a fosfatázy fungují nezávisle a v rovnováze pro regulaci funkcí proteinů.  Nejčastěji fosforylované aminokyseliny jsou serin, threonin a tyrosin u eukaryot a histidin u prokaryot a rostlin, kde hrají důležitou a dobře popsanou roli v signalizačních dráhách a metabolismu. Nicméně, mnoho jiných aminokyselin může být v buňkách také fosforylovaných, včetně argininu, lysinu, kyseliny asparagové, kyseliny glutamové a cysteinu.

## Funkce fosforylace
Fosforylace způsobí existenci nabitých a hydrofilních skupin v postranním řetězci aminokyselin a možnost změny struktury proteinu změnou interakce s okolními aminokyselinami. Některé proteiny jako p53 obsahují více fosforylačních míst, což usnadňuje komplexitu a multi-level nařízení. Pro jednoduchost, s níž proteiny mohou být fosforylované a defosforylované, je tento typ úpravy flexibilním mechanismem pro buňky, jak reagovat na vnější signály a podmínky prostředí.
Fosforylace proteinů je komplexní interakce protein kináz a protein fosfatáz v jednotlivých intracelulárních signalizačních dráhách, projevujíc se v integraci a vyhodnocení vícečetných externích signálů v kontextu vnitřního stavu neuronu a přijetí adekvátní reakce. Analogicky o několik úrovní výše dělá principiálně to samé mozek jako celek ve vztahu k organismu. Fosfoproteiny jako molekulární přepínače pro „rozhodování“ buňky.

## Fosforylační cíle kináz v neuronu

### Ionotropní receptory
Cílem je nastavení míry amplifikace nebo atenuace signálu při jeho přenosu na synapsi (synaptická plasticita), např. fosforylace AMPA receptorů po aktivaci NMDA receptoru jako projev časné fáze dlouhodobé potenciace (e-LTP).

### Napěťově řízené kanály
Fosforylací dochází k regulaci excitability neuronu, např. fosforylace draslíkových kanálů GIRK prostřednictvím PKC.

### Regulační enzymy
Cílem je syntéza a recyklace transmiterů, např. zvýšená aktivita inhibičních neuronů vede k fosforylaci GAD65 a tím ke zvýšené produkci GABA.

### Transkripční faktory
Dochází k zapínaní a vypínání transkripce genů dle aktuální potřeby, např. fosforylace CREB cestou PKA nebo CaMK důležitá pro plasticitu.
často přes geny časné odpovědi (IEG=immediate early genes), např. c-Fos